# Anni 820 a.C.
Gli anni 820 a.C. sono il decennio che comprende gli anni dall'829 a.C. all'820 a.C. inclusi.

## Morti
- Sarduri I, re armeno825 a.C.
- Takelot II, faraone egizio